# Mareação

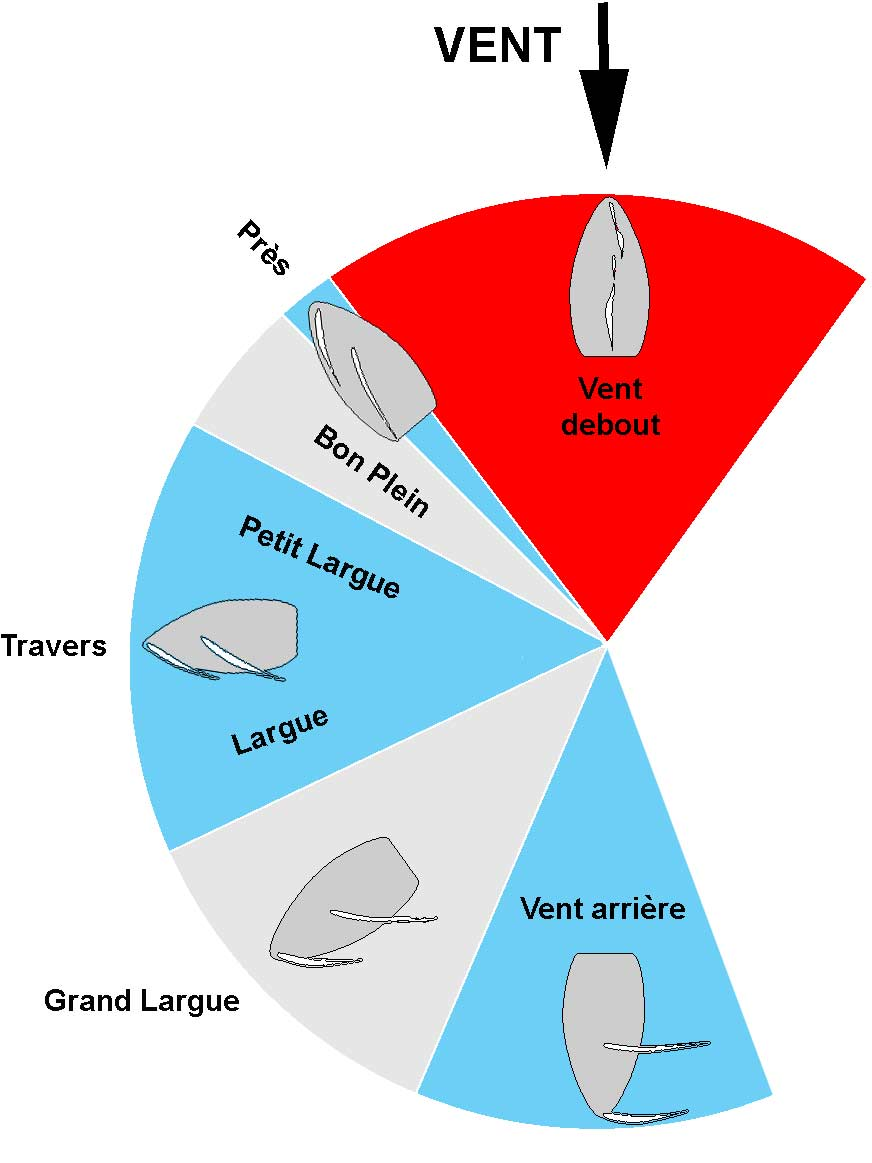
Esquema das diferentes mareações

Mareação é o termo  náutico empregue para designar as diferentes posições que toma um veleiro em relação à direcção do vento. 
Marear é ajustar o velame para manter o veleiro nessas posições. 

## Legenda
- Zona não vélica - zona dos rumos onde um veleiro é incapaz de navegar.
- Bolina cerrada: Andar o mais perto possivel do vento, velas totalmente caçadas.
- Bolina: Andar perto do vento, mas mais longe do que na bolina cerrada, velas bem caçadas.
- Largo: Vento a entrar pelo lado do barco. Forma mais fácil e rápida de navegar, velas caçadas até metade.
- Largo aberto: Navegar mais afastado do vento, velas mais folgadas do que no largo. É a mareação mais rápida
- Popa: Vento ligeiramente de um dos lados da popa, mais facil manobrar o barco do que á popa rasada,velas bem folgadas.
- Popa rasada: Vento de trás do barco, barco é muito instavel, as velas totalmente folgadas. Patilhão totalmente levantado.

## Mareações e ângulos
|                   | Mareações   | Francês                | Português                                                 | Significado                                       |
|                   | Vent debout | Zona não vélica        | velejar impossível; ± 45 o de cada lado da linha do vento |                                                   |
| ^ Orçar           | Près        | Près                   | Bolina cerrada                                            | qq mareação contra o vento; ± 45o                 |
| ^ Orçar           |             | Bon plein              | Bolina                                                    | ± 65 o                                            |
| ^ Orçar v Arribar | Travers     | Petit Largue et Largue | Largo e Largo aberto                                      | través, aqui amurado por estibordo ; ± 120 o      |
| v Arribar         | Grand large | Grand large            | Popa                                                      | qq mareação com o vento a entrar pela ré; ± 160 o |
| v Arribar         |             | Vent arrière           | Popa rasada                                               | popa em que o vento vem mesmo pela ré             |

Valor dos ângulos 

## Orçar e Arribar
- Quando a proa do barco se aproxima da direcção do vento diz-se que estamos a orçar, e corresponde à primeira metade superior esquerda do esquema.
- Quando a proa se afasta do vento diz-se que estamos a arribar (outra metade inferior). [3]

### Imagem de mareações

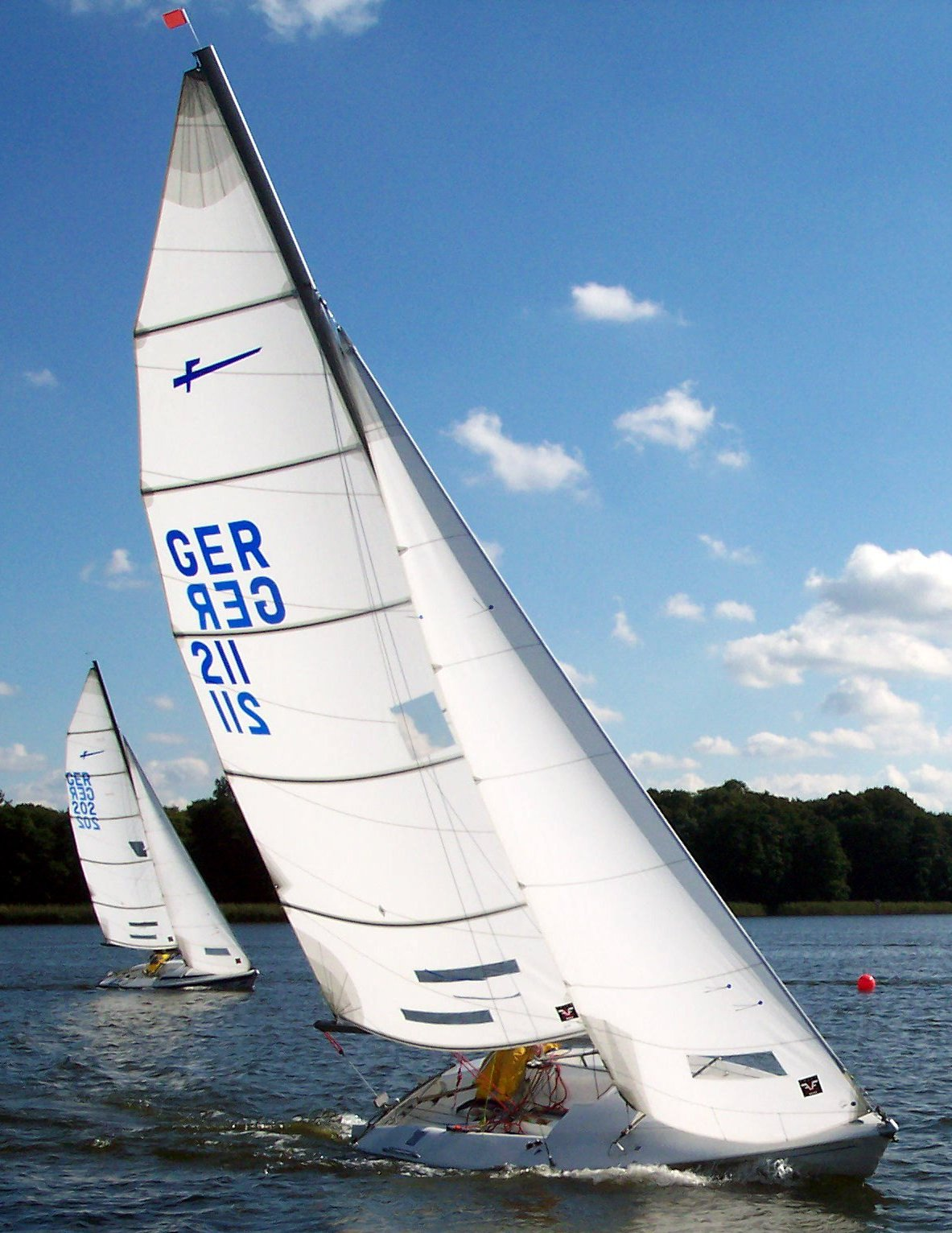
Bolina cerrada : velas quase no eixo da embarcação e grande adernamento
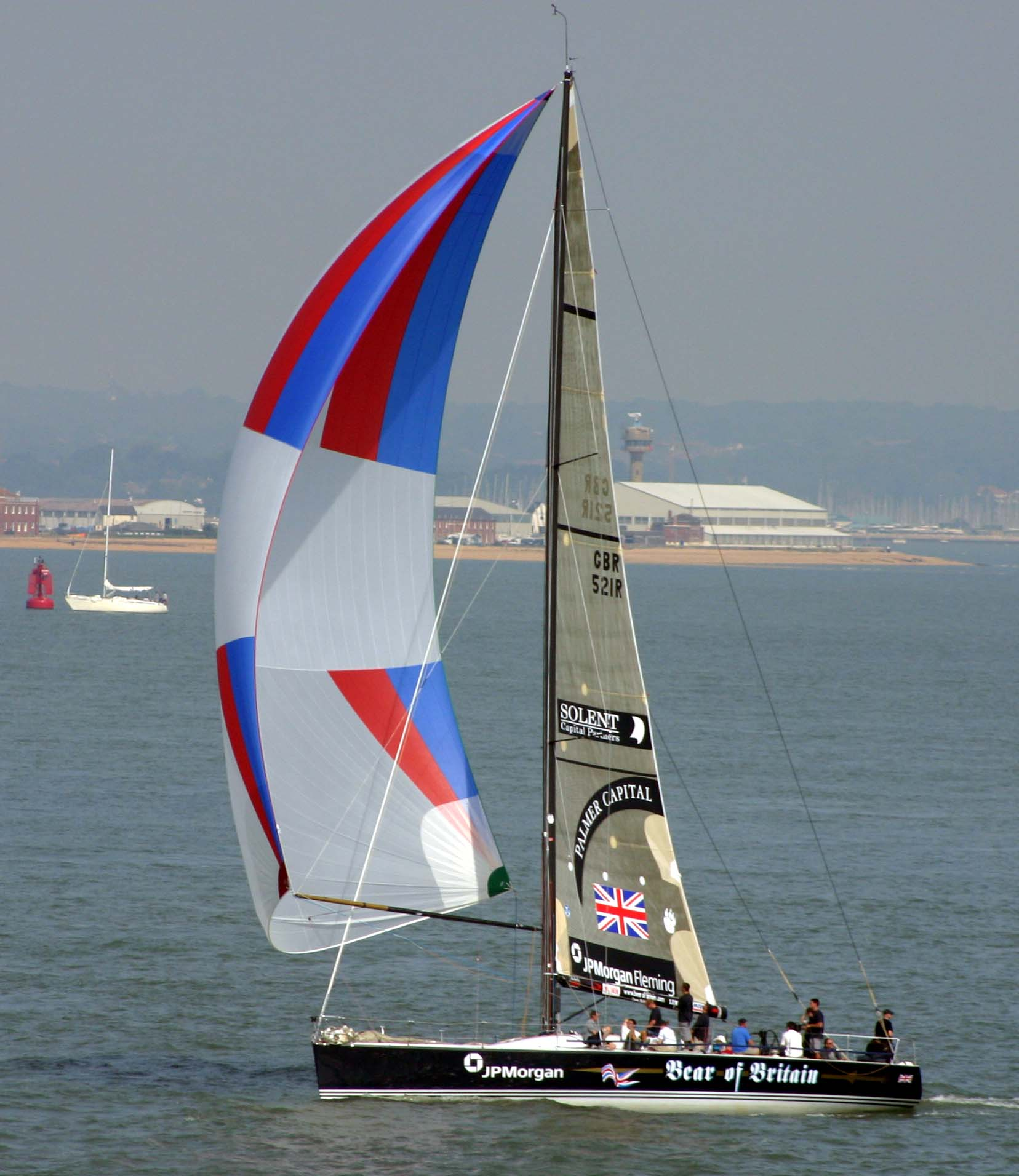
Popa : com spinnaker e vela grande quase perpendicular ao eixo da embarcação